# کودک و خدا
کودک و خدا (به تامیلی: Kuzhandaiyum Deivamum) و (به انگلیسی: Child and God) فیلمی هندی محصول سال ۱۹۶۵ و به کارگردانی کریشان-پانجو است. در این فیلم بازیگرانی همچون جایاشانکار، جامونا و ناگش ایفای نقش کرده‌اند.
این فیلم برپایه فیلم آمریکایی دام والدین ساخته شده است.